# Edoeard Sjevardnadze
Edoeard Amvrosievitsj Sjevardnadze (Georgisch: ედუარდ შევარდნაძე, Russisch: Эдуард Амвросиевич Шеварднадзе) (Mamati, 25 januari 1928 – Tbilisi, 7 juli 2014) was een politicus uit Georgië. Sjevardnadze was minister van Buitenlandse Zaken van de Sovjet-Unie onder Michail Gorbatsjov en leidde Georgië van 1992 tot 2003, tot de Rozenrevolutie hem ten val bracht.

## Algemeen
Als kind van de revolutie koesterde Sjevardnadze een groot vertrouwen in het communisme en vervulde hij gedurende zijn hele volwassen leven openbare en politieke functies binnen het communistische systeem. Hij verwierf bekendheid in de Sovjet-Unie door zijn felle strijd tegen corruptie onder sovjetambtenaren en maakte snel carrière binnen de Communistische Partij.
Hij werd internationaal vooral bekend door zijn rol in de Duitse hereniging en in de hervorming en ontmanteling van het communistische systeem waarmee hij was opgegroeid. Als president van de onafhankelijke republiek Georgië werd hij er later in toenemende mate van beschuldigd ondemocratische middelen te gebruiken om zijn eigen positie en die van zijn familie te bevorderen. Bovendien bleek hij niet in staat te voorkomen dat corruptie – dat hij in vroegere jaren zo daadkrachtig had bestreden - snel vat kreeg op het publieke leven in zijn land.
Na frauduleus verlopen verkiezingen in 2003 zag hij zich onder druk van massale binnenlandse protesten en grote buitenlandse kritiek genoodzaakt af te treden, in wat bekend is komen te staan als de Rozenrevolutie. Daarmee kwam een einde aan zijn politieke loopbaan. Sjevardnadze was erelid van de Club van Rome.

## Familie
Edoeard Sjevardnadze werd als vijfde kind van een arm gezin geboren in Mamati, een dorpje in de west-Georgische regio Goeria. Hij had een zus en drie broers, waarvan een omkwam in de Tweede Wereldoorlog. Zijn vader, die leraar was, werd in 1937 tijdens de Grote Zuivering gearresteerd. Hij werd vrijgelaten door de interventie van een voormalige leerling die voor de NKVD werkte.
In 1951 trouwde Edoeard Sjevardnadze met Nanoeli Tsagareisjvili. Hij deed dit ondanks waarschuwingen dat het huwelijk schadelijk zou kunnen zijn voor zijn carrière, omdat haar vader als 'vijand van de staat' veroordeeld en geëxecuteerd was. Het echtpaar kreeg een zoon en een dochter. Zijn vrouw overleed op 20 oktober 2004. Zijn kleindochter Sofiko Sjevardnadze werd journaliste bij de Russische televisiezender RT.

## Politieke loopbaan

### Binnen de Georgische Socialistische Sovjetrepubliek
Na het doorlopen van zijn basisopleiding in Mamati trok Sjevardnadze naar Tbilisi om daar, op aandringen van zijn ouders, te gaan studeren aan de Medische Hogeschool. Na het behalen van zijn diploma koos hij er niet voor verder te studeren aan een medisch instituut, maar een baan als instructeur te accepteren bij het regionale comité van de Komsomol, de communistische jeugdbeweging. In 1948 werd Sjevardnadze lid van de Communistische Partij.
Hij vervolgde zijn opleiding aan de historische faculteit van het Pedagogisch Instituut en steeg snel in de Komsomol-hiërarchie om in 1956 gekozen te worden tot secretaris van het Centrale Comité van de Georgische Komsomol. In 1959 werd hij lid van de Georgische Opperste Sovjet en in 1965 promoveerde hij tot minister voor Openbare Orde. In de functie van minister van Binnenlandse Zaken, die hij van 1968 tot 1972 bekleedde, verwierf hij faam door zijn harde beleid ten opzichte van corruptie.
Toen de Eerste Secretaris van de Georgische Communistische Partij, Vasili Mzjavanadze, in 1972 moest aftreden in verband met een corruptieschandaal werd Sjevardnadze aangesteld als zijn opvolger.

### Binnen de Communistische Partij van de Sovjet-Unie
In zijn nieuwe functie voerde Sjevardnadze een onverminderd daadkrachtig beleid gericht op het terugdringen van corruptie. Deze doortastendheid werd door de Sovjet-hiërarchie al spoedig beloond met een zetel in het Centraal Comité van de Communistische Partij van de Sovjet-Unie. Twee jaar later, in 1978, werd hij als kandidaat-lid toegelaten tot het Politbureau.
In 1985 stelde Michail Gorbatsjov hem aan als minister van Buitenlandse Zaken van de Sovjet-Unie, als vervanger voor de kort daarvoor afgetreden Andrej Gromyko. In de jaren die volgden stond Sjevardnadze als rechterhand van Gorbatsjov aan de basis van de detente en het einde van de Koude Oorlog. Onder zijn leiding werd het buitenlands beleid van de Sovjet-Unie drastisch herzien. Hij onderhandelde voor de Sovjet-Unie over de hereniging van Duitsland en bepleitte een einde aan de Sovjet-oorlog in Afghanistan.
Tegen het einde van de jaren tachtig liepen al eerder ontstane tegenstellingen tussen Gorbatsjov en Sjevardnadze zo hoog op, dat die laatste in 1990 geen andere mogelijkheid zag dan af te treden. In zijn afscheidsrede maakte Sjevardnadze zijn bezorgdheid over sommige van Gorbatsjovs besluiten kenbaar en waarschuwde hij voor dreigende dictatuur. Na de mislukte coup door conservatieven in de zomer van 1991 keerde hij eind dat jaar terug in zijn functie. Een maand later trad hij alweer af, als gevolg van de formele ontbinding van de Sovjet-Unie.

### Na de val van de Sovjet-Unie
Sjevardnadze keerde in maart 1992 terug naar het inmiddels onafhankelijke Georgië, nadat de toenmalige Georgische president Zviad Gamsachoerdia rond nieuwjaar 1992 was afgezet in een gewelddadige coup. Het presidentschap werd tijdelijk afgeschaft ten gunste van een direct gekozen parlementsvoorzitter, een uitdrukkelijke voorwaarde van Sjevardnadze. Hij won deze post met 96% van de stemmen tijdens de parlementsverkiezingen in oktober 1992, en werd vervolgens door het parlement tot staatshoofd benoemd. Toen het presidentschap in november 1995 in ere werd hersteld met de inwerkingtreding van een nieuwe grondwet, werd Sjevardnadze met 74% van de stemmen gekozen en werd daarmee formeel de tweede president van Georgië.
In de eerste jaren van zijn leiderschap bouwde Sjevardnadze veel steun op door zijn daadkrachtig handelen in de conflicten met de afvallige regio's Abchazië en Zuid-Ossetië en door de betrekkelijke stabiliteit die hij aanvankelijk wist te brengen. Door zijn op het Westen georiënteerde beleid en monetaire hervormingen wist hij buitenlandse financiële steun en investeringen naar zijn land te halen en een strategisch partnerschap met de NAVO te bewerkstelligen.
Hoewel hij er zelf van overtuigd was dat hij zijn geboorteland had gered, kon Sjevardnadze niet voorkomen dat het land verstrikt raakte in corruptie en het gebrek aan centraal gezag in grote delen van het land. Hij werd ervan beschuldigd oneigenlijke middelen te gebruiken om zijn positie te handhaven. Hij legde beperkingen op aan de media, ontsloeg politici en benoemde familieleden - onder wie zijn eigen kinderen - op hoge posten.
Onopgeloste conflicten in de afgescheiden Georgische regio's Abchazië en Zuid-Ossetië, de aanhoudende economische tegenspoed, energiecrisis, hoge corruptie en georganiseerde misdaad zorgden voor afkalving van zijn populariteit rond de eeuwwisseling. Ook verloor Sjevardnadze de steun van zijn vroegere bondgenoten in het Kremlin, vooral omdat hij Rusland de toegang weigerde tot de Pankisivallei waar zich Tsjetsjeense rebellen zouden bevinden. Georgië was tegen die tijd vrijwel een 'mislukte staat'. De Verenigde Staten bleven Sjevardnadze niettemin trouw.
Ondanks dit alles werd Sjevardnadze in 2000 herkozen als president. Zijn herverkiezing werd bezoedeld door beschuldigingen van manipulatie van de uitslag. In 2002 presenteerde minister van Justitie Micheil Saakasjvili, de latere oppositieleider, een wetsontwerp om de corruptie onder politici aan te pakken. Sjevardnadze wees het voorstel van de hand en Saakasjvili stapte op, wat de opmaat werd naar de val van Sjevardnadze in 2003.

## Rozenrevolutie
In november 2003 kwam Sjevardnadze in conflict met de oppositie onder leiding van Saakasjvili en Zoerab Zjvania, nadat hij claimde de parlementsverkiezingen te hebben gewonnen. De oppositie meende dat er sprake was geweest van verkiezingsfraude, wat door internationale waarnemers van de OVSE werd bevestigd. Er volgden wekenlange demonstraties. Toen ook Tedo Dzjaparidze, het hoofd van de Nationale Veiligheidsraad van Georgië, verklaarde dat de parlementsverkiezingen ongeldig waren en moesten worden overgedaan, drong de oppositie aan op Sjevardnadzes vertrek.
Desondanks hield Sjevardnadze vast aan zijn besluit op 22 november 2003 de eerste zitting van het parlement te openen. Het parlementsgebouw werd omsingeld door tienduizenden betogers, en de politie greep niet in. Een woedende menigte onder leiding van oppositieleider Saakasjvili drong vervolgens het parlementsgebouw binnen op het moment dat Sjevardnadze aan zijn toespraak was begonnen. Leden van de oppositie eisten luidkeels dat Sjevardnadze zijn koffers zou pakken en naar het buitenland zou vertrekken. Ten slotte verliet Sjevardnadze het parlementsgebouw. Later die dag riep hij de noodtoestand uit. De volgende dag nam hij na overleg met Saakasjvili alsnog ontslag als president. Parlementsvoorzitter Nino Boerdzjanadze werd waarnemend president. Daarmee was de “Rozenrevolutie”, zoals de politieke omwenteling werd genoemd, een feit. De revolutie bracht Sjevardnadzes indrukwekkende politieke carrière tot een vrij roemloos einde.
Na zijn aftreden werd Sjevardnadze officieel uitgenodigd in Duitsland te komen wonen, waar hij vanwege zijn rol in de hereniging van dat land nog steeds erg populair was. De ex-president liet echter weten dankbaar te zijn voor de uitnodiging, maar zeer veel van zijn land te houden en het niet te zullen verlaten.